# Carusia
Carusia is een uitgestorven geslacht van hagedissen uit het Laat-Krijt van Mongolië. Het is een naaste verwant van de familie Xenosauridae, waartoe ook levende knobbelhagedissen behoren. Fossielen van het type en de enige soort Carusia intermedia komen uit de Barun Goyotformatie uit het Laat-Campanien en zijn gevonden in de fossielenvindplaatsen Flaming Cliffs, Ukhaa Tolgod en Kheerman Tsav.

## Naamgeving
Carusia werd voor het eerst beschreven in 1985 onder de naam Carolina intermedia door Magdalena Borsuk-Bialynicka. De geslachtnaam eerde haar dochter Carolina. De soortaanduiding betekent 'middelgroot'. 
Aangezien de naam Carolina al bezet was door een geslacht van mestkevers dat in 1880 was benoemd, Carolina Thomson, werd het in 1987 omgedoopt tot Carusia intermedia. Carusia is in het Pools een verkleinwoordje voor Carolina.
Het holotype is ZPAL MgR-III/34, een schedel met onderkaken. In 1995 en 1998 werden tientallen schedels toegewezen.

## Fylogenie
Carusia was aanvankelijk bekend van fragmentarisch schedelmateriaal, wat de pogingen om zijn evolutionaire verwantschappen met andere hagedissen te bepalen bemoeilijkte; het was op verschillende manieren beschreven als een onbepaalde scincomorf, een xenosauride of een ander type autarchoglosside hagedis, convergerend met xenosauriden. De ontdekking van vijfendertig complete schedels in de jaren 1990, waarvan er drie werden beschreven in een gedetailleerde monografie uit 1998, onthulde echter dat Carusia het zustertaxon (naaste verwant) was van Xenosauridae, wat de auteurs van de monografie dwong om de nieuwe clade Carusioidea te creëren om beide taxa op te nemen.
Net als xenosauriden heeft Carusia een schedeldak bedekt met grote ronde osteodermen (benige platen ingebed in de huid). Het deelt ook met xenosauriden dicht bij elkaar gelegen oogkassen met gefuseerde frontale botten ertussen, en een verbinding tussen het jukbeen en squamosa. Veel andere kenmerken van zijn schedel onderscheiden hem echter van xenosauriden, waaronder het ontbreken van een traanbeen, de breedheid van het verhemeltebeen en de kleine omvang en het hoge aantal tanden in zijn kaken.